# Selenops simius
Selenops simius là một loài nhện trong họ Selenopidae.
Loài này phân bố ở phía bắc của Caraïben.
Loài này thuộc chi Selenops. Selenops simius được Martin Hammond Muma miêu tả năm 1953.